# Folsom Hydroelectric Power System
Das Folsom Hydroelectric Power System in der Nähe von Sacramento, Kalifornien war die zweite Energieversorgung in den USA, die eine dreiphasige Hochspannungsleitung für die Übertragung von Energie für kommunale und industrielle Zwecke nutzte. Im Gegensatz zum älteren Wasserkraftwerk Mill Creek 1 sind im Wasserkraftwerk in Folsom noch die ursprünglichen Generatoren erhalten. Die Anlage ist ein Denkmal der Ingenieurtechnik, das Kraftwerk ist ein geschichtliches Denkmal von nationaler Bedeutung.

## Geschichte
1850 kam Horatio G. Livermore für die Goldsuche nach Kalifornien. Anfangs der 1860er Jahre merkte er, dass man mit Wasserrechten am American River einfacher Geld verdienen konnte als mit Gold suchen. Zusammen mit seinem Sohn Horatio P. Livermore übernahm er deshalb die Natoma Water and Mining Company. Die Vision der Livermores war der Bau eines Sägewerks, wofür ein Staudamm und ein Holzschwemmkanal zu bauen war, um die Stämme zum Sägewerk zu transportieren. In der gleichen Zeit suchte Kalifornien nach einem Standort für ein Gefängnis, was dazu führte, dass Livermore Land für den Bau des Folsom Prison an Kalifornien abtrat, das als Gegenleistung den Livermores Häftlinge für den Bau der Anlage zur Verfügung stellte.  Die Arbeiten am Damm gingen nur langsam voran, weil die Häftlinge keine Maschinen einsetzen durften und diese auch kein Interesse an der Arbeit zeigten. Die Holzschwemmanlage war 1893 fertiggestellt. Das Sägewerk stellte sich als unrentabel heraus, aber Horatio P. Livermore, der die Leitung des Betriebes nach dem Tod seines Vaters 1879 gänzlich übernommen hatte, erkannte die Möglichkeit, ein Wasserkraftwerk zu bauen und Strom nach Sacramento zu liefern.
Sacramento hatte bereits sein 1884 eine Stromversorgung, deren Betrieb aber sehr teuer war, weil die Generatoren von kleinen kohlebefeuerten Dampfmaschinen angetrieben wurden. Livermore ließ sich das Kraftwerk von Westinghouse und General Electric (GE) offerieren, entschied sich dann für letztere, da diese bereit waren, das Bauvorhaben mit einem Kredit vorzufinanzieren. GE war damals unter der Führung von J.P. Morgan und war erst gerade 1892 durch Zusammenlegen des Geschäftes von Thomas Alva Edison mit der Thomson-Houston Electric Company entstanden.
Das Kraftwerk ging am 13. Juli 1895 in Betrieb, die offizielle Einweihung fand im darauffolgenden September mit einem großen Fest statt, an dem mehr als 30.000 Leute teilnahmen. Die Anlage stand bis im November 1952. In diesem Jahr musste der Betrieb eingestellt werden, weil der alte Staudamm für den Bau einer neuen Talsperre zerstört werden musste. Der letzte Betreiber der Anlage, die Pacific Gas and Electric schenkte das Maschinenhaus 1958 der Parkverwaltung Kaliforniens, damit es historisch erhalten werden konnte.

## Anlage
Das Kraftwerk erzeugte mit vier Drehstromgeneratoren eine Leistung von drei Megawatt. Die Generatoren wurden von Francisturbinen angetrieben. Für die Übertragung nach dem 35 km weit entfernten Sacramento wurde die Ausgangsspannung von 800 V mittels Transformatoren auf 11 kV hochgesetzt. Die Frequenz betrug von Beginn an 60 Hz.